# Envoltura afín
Sea {\displaystyle Y} un subconjunto no vacío de {\displaystyle \mathbb {E} }, con {\displaystyle \mathbb {E} } un espacio afín. La envoltura afín de {\displaystyle Y} es el espacio afín más pequeño que contiene {\displaystyle Y}. Comúnmente se le denota como {\displaystyle {\text{Aff}}Y}. Como la intersección de espacios afines es un espacio afín, {\displaystyle {\text{Aff}}Y=\cap _{\alpha }A_{\alpha }} con {\displaystyle \{A_{\alpha }\}_{\alpha }} la familia de todos los espacios afines que contienen a {\displaystyle Y}